# (15277) 1991 PC7
A (15277) 1991 PC7 a Naprendszer kisbolygóövében található aszteroida. Eric Walter Elst fedezte fel 1991. augusztus 6-án.